# Friedrich Thomas (Politiker)
Friedrich Thomas (* 5. Dezember 1861 in Kaiserslautern; † 23. Mai 1939 ebenda) war ein deutscher Landrat.

## Leben
Vor seinem Studium der Rechtswissenschaften an der Ludwig-Maximilians-Universität München und der Humboldt-Universität zu Berlin leistete Friedrich Thomas seinen Militärdienst als Einjährig-Freiwilliger. Das zweite juristische Staatsexamen (früher) absolvierte er im Jahre 1889 und kam anschließend als Assessor zum Bezirksamt Mellrichstadt in Unterfranken. Bevor er am 1. August 1902 zum Bezirksamtsvorstand in Königshofen ernannt wurde, nahm er in Speyer die Funktion des Bezirksamtmanns wahr. Vom 1. April 1909 bis Ende Februar 1923 leitete er die Verwaltung des Bezirksamt Rockenhausen, wo er 1910 Regierungsrat wurde. 
Im Jahre  1900 wurde aus 65 Gemeinden der bayerischen Bezirksämter Kirchheimbolanden und Kaiserslautern das Bezirksamt Rockenhausen gebildet. Zum 1. März 1923 kam Thomas zum Flurbereinigungsamt Würzburg, wo er bis zum Eintritt in den Ruhestand am 1. Februar 1927 blieb.